# Dipara belokobylskii
Dipara belokobylskii is een vliesvleugelig insect uit de familie Pteromalidae. De wetenschappelijke naam is voor het eerst geldig gepubliceerd in 1993 door Dzhanokmen.